# Torre Beretti e Castellaro
Torre Beretti e Castellaro (lombardul: La Tur) település Olaszországban, Lombardia régióban, Pavia megyében. Lakosainak száma 495 fő (2023. január 1.). Torre Beretti e Castellaro Bozzole, Frascarolo, Mede, Sartirana Lomellina és Valenza községekkel határos.

## Népesség
A település lakossága az elmúlt években az alábbi módon változott:
| Lakosok száma | 556  | 557  | 495  |
|               | 2017 | 2018 | 2023 |